# Sägen
En sägen är en kort sagoliknande berättelse som anknyter till en viss plats. En sägen gör till skillnad från sagan anspråk på att vara sann, ett slags gråzon mellan mytologi och historia. 
Ofta namnges vissa bestämda personer. Dessa kan vara från bygden med också någon känd person ur historien eller sagovärlden. En sägen utspelas vanligen i forntid, till skillnad från klintbergare eller vandringssägner som utspelar sig i nutid. Många liknande sägner berättas på olika orter, vilket visar hur sägnerna kan vandra från plats till plats. En sägen har ofta ett olyckligt slut. Den egentliga sanningshalten är ofta låg, men de har ett stort värde i att de reflekterar flydda tiders värderingar och normer.
Kända svenska sägner är Hårgasägnen (Hälsingland) eller sägnen om Pintorpafrun på Ericsbergs slott (Södermanland). Sägnen om Kyrkogrimmen kommer från Skåne.